# Tuna stift
Tuna stift, även Eskilstuna stift, var ett medeltida stift inom romersk-katolska kyrkan grundat under tidigt 1100-tal, med säte i dåvarande Tuna, Södermanland. Biskop blev Eskil, som gav upphov till Eskilstunas nuvarande namn. Stiftet uppgick runt 1170 i Strängnäs stift.

## Historik
Två handelsplatser kallades under hednatiden för Tuna och Fors, och var då ett handelscentrum för Rekarnebygden, belägen där sjövägen från Mälaren upphörde och handelsvägen genom skogen till Hjälmarebygden vidtog. På 1000-talet blev handelsläget mindre förmånligt till följd av landhöjningen, som skapade nya fall vid Torsharg, idag Torshälla. 
Tuna, som omtalas i skriftliga källor första gången 1104, blev under 1100-talet centrum för kulten kring Sankt Eskil. Enligt legenden från 1300-talet hade Eskil varit en engelsk munk som dödades av asatroende hedningar i Strängnäs i slutet av 1000-talet. Både Fors och Tuna kyrkor har förknippats med Sankt Eskil, men helgonlegenden utpekar Tuna. Tuna kyrka, som 1231 övertogs av Johanniterklostret har visat sig härröra från 1100-talet, men har haft en äldre föregångare på samma plats. Under den nuvarande Tuna kyrka från 1100-talet har rester av en stenkyrka från 1000-talet påträffats. Bland fynden från undersökningarna märks särskilt Eskilstunakistan från slutet av 1000-talet. Fors kyrka som fortfarande står kvar och vars äldsta delar härrör från 1100-talet, har visat sig haft en föregångare från 1000-talet. Under denna äldre stenkyrka fanns spåren efter en ännu äldre träkyrka. Utöver dessa kyrkor fanns här ytterligare en kyrka, Ekeby kyrkoruin, uppförd på 1100-talet.
Biskopssätet Tuna omnämns i Florenslängden, upprättad 1103. Omkring 1180 anlades Johanniterklostret som var Johanniterordens svenska huvudkloster. Det är oklart hur pass omfattande bebyggelsen runt klostret och kyrkan var, men här fanns flera hantverkare och en kvarn. Någon gång före 1266 ändras namnet från Tuna till Eskilstuna.

### Fotnoter
1. ↑  ”Tuna stift”. Svensk uppslagsbok. 26 februari 1955. Arkiverad från originalet den 14 augusti 2014. https://web.archive.org/web/20140814175729/http://svenskuppslagsbok.se/81587/tuna-stift/. Läst 14 augusti 2014.
2. 1 2  Det medeltida Sörmland, Johan Anund och Linda Qviström
3. ↑  Christian Lovén, Florenslängden. Den äldsta förteckningen över de svenska stiften, Strängnäs stiftshistoriska sällskap, Örebro, 2020, s. 9-10. ISBN 978-91-519-3031-2